# たくみなむち
たくみなむちは、日本の女性漫画家・イラストレーター。ペンネームは同人サークル名を兼ねている。

## 来歴
白泉社　第49回花丸新人賞イラスト部門ベスト10賞を受賞。
白泉社　第3回年間イラストグランプリ受賞。
2004年、「保留トビユキ」名で、エンターブレインえんため大賞イラスト部門で優秀賞を受賞。その後「たくみなむち」に改名。
2006年、小説『Strawberry Panic!』（公野櫻子・著）の挿絵、同作品の漫画版（『電撃G's magazine』連載）を担当。同作のメディアミックス作品には、原作となる読者参加企画におけるイラスト担当・真木ちとせと共に原作者（イラスト担当）の1人として名を連ねている。なお漫画版の連載に関しては、2007年4月号にて長期休載が発表され、その後も再開されることはなく終了となった。
2008年、ニンテンドーDSソフト『ラグナロクオンラインDS』のキャラクターデザインを担当。
その後、ウェブサイトは閉鎖され活動は同人誌出版のみになり、2012年のコミックマーケット82　とらぶるおまけ本まとめ+ 　を最後に目立った活動は皆無になった。

## 作品リスト

### 漫画作品
- Strawberry Panic!（『電撃G's magazine』2005年11月号 - 2007年2月号） - 同名タイトルの小説の漫画化作品。事実上打ち切りとなる。
- おともだち（掲載年不明） - 読切作品。『コミホリA』（虎の穴）掲載。

### その他
- Strawberry Panic!（ライトノベル、2006年）挿絵
- ラグナロクオンラインDS（ゲームソフト、2008年）キャラクターデザイン
- とある自販機の存在証明〈ファンファーレ〉（ライトノベル、2010年）挿絵 - 漫画『とある科学の超電磁砲』第5巻特装版の特典『偽典・超電磁砲』に収録。